# 魔法少女まどか☆マギカ ポータブル
『魔法少女まどか☆マギカ ポータブル』（まほうしょうじょまどかマギカ ポータブル、PUELLA MAGI MADOKA MAGICA PORTABLE）は2012年3月15日に発売された日本のゲームソフト。2011年に放映されたテレビアニメ『魔法少女まどか☆マギカ』を原作としている。対応プラットフォームはPlayStation Portable（PSP）。略称は『まどか☆マギカP』。パッケージイラストには原作で総作画監督を務めた谷口淳一郎によるもので5人の魔法少女が描かれている。

## 概要
2011年に放送され大きな反響を呼んだ『魔法少女まどか☆マギカ』初のゲーム化作品。魔法の使者キュゥべえおよび5人の魔法少女となって、見滝原に現れた「魔女」とその使い魔たちと戦って行くゲーム。
バンダイナムコゲームスとニトロプラスの共同プロジェクトとして企画された。プロデューサーを『ゴッドイーター』の富澤祐介とニトロプラスの土居由直が務める。アニメ版において脚本を務めた同じくニトロプラスの虚淵玄は企画協力とシナリオ監修として参加。キャラクターをより深く掘り下げるという意図の元、テレビアニメに沿った展開だけでなく、ゲームオリジナルのエピソードも追加された。これによりプレイヤーの選択によってストーリーや結末が変化するマルチシナリオ・マルチエンディングとなっている。
PSPというハードを選択した理由としては、中高生から大人まで幅広い層に支持されているアニメだからとされている。
魔女のデザインは劇団イヌカレーによるもので、原作に登場したものだけでなく、新たな魔女もデザインされる。アニメパートはシャフトが担当。鹿目まどかや眼鏡をかけた暁美ほむらの変身シーンなど新規のアニメーションも挿入される。
ClariSの「コネクト」やKalafinaの「Magia」といった原作と同じ楽曲も使用されている。キャッチコピーは「君なら、運命を変えられる－」。

## パッケージ
通常版の他に限定グッズを同梱した「限定契約BOX」が同時発売された。
通常契約パック
- イラストBOX
- スペシャル映像収録DVD
- UMD/PSPソフト『魔法少女まどか☆マギカ ポータブル』

限定契約BOX
- figma鹿目まどか 制服Ver.セット
- スペシャル映像収録Blu-ray Disc
- キュゥべえ型ポーチ
- ほむほむハンカチ
- スペシャルクリアカード
- シャフト描き下ろしイラストBOX
- 特製ピクチャーレーベル仕様UMD/PSPソフト『魔法少女まどか☆マギカ ポータブル』

## ゲームデザイン
ゲームジャンルは「アドベンチャー・ダンジョンRPG」とされている。アドベンチャーパートとダンジョンパートという大きく2つのゲームパートに分かれている。

### アドベンチャーパート
アドベンチャーパートではキュゥべえとなって他のキャラクターとの会話やコマンドを選択する。会話シーンはフルボイス。各キャラクターごとの独自イベントが発生したり、ストーリーの展開に関わる重要な選択肢も発生する。
魔法少女になっていないキャラクターには「因果値」というパラメータがあり、会話イベントでこの数値を上昇させると、少女は魔法少女になる決意を固める。また、因果値が高いほど、魔法少女になった時の能力も高くなる。
魔法少女になったキャラクターには「感情値」というパラメータがあり、この数値を上昇させると戦闘時の攻撃力が上昇する。しかし消費魔力が増加し、ソウルジェムが穢れやすくなるというデメリットもある。シナリオの分岐点において、ソウルジェムが完全に穢れきっていると、魔法少女が魔女化してしまう。原作のキュゥべえと同様に魔女化させるように行動するか、あるいは感情値を減少させることで魔女化させないように進行するかはプレイヤーに委ねられる。進行次第では、5人の魔法少女が協力してワルプルギスの夜と戦うこともできる。
また、特定の条件を満たすことで、暁美ほむらとしてプレイが可能になる「ほむらルート」が解禁される。

### ダンジョンパート
魔女の巣くう「魔女結界」を発見するとダンジョンパートに移行する。
ダンジョンパートは鹿目まどか、巴マミといった魔法少女となって結界の中に徘徊する魔女の使い魔と戦う3DダンジョンRPGとなっている。仲間がいる場合は、複数の魔法少女を切り替えることも可能。美樹さやかは近距離戦が得意、巴マミは遠距離から飛び道具での攻撃が得意・・・とキャラクターによって得意な戦法があるため、それぞれの特徴を活かしてキャラクターを切り替えることが重要になる。MP（マジックポイント）を消費することで「ティロ・フィナーレ」などの強力な魔法を使うこともできる。HP、MPはターンが経過するごとに徐々に回復するが、その分ソウルジェムが黒く穢れて行く。ソウルジェムはグリーフシードを使用する（または鹿目まどかの習得する魔法「天上の祈り」を使う）ことで浄化できるが、入手できる数には限りがあるので使いどころを考える必要がある。ダンジョンの最深部に到達できればボスキャラクターである魔女との戦いになる。魔女を倒せばグリーフシードを獲得し、再びアドベンチャーパートに戻る。

### キャラクターの育成
キャラクターにはいくつかのパラメータが存在する。敵を倒し経験値を貯めることでレベルアップし、能力が上昇する。また、ダンジョン内に落ちている能力値上昇アイテムを使用することで能力値を補正することもできる。
LV（レベル）
キャラクターの強さのおおよその目安となる数値。ダンジョンで敵を倒し、経験値を貯めることで上昇する。
SG（ソウルジェム）
魔法少女の持つ魔力の源となる宝石で卵型のマークで表示される。HP、MPはターンの経過で徐々に回復して行くが、それに伴いソウルジェムに穢れが貯まってゆく。穢れが蓄積すると攻撃力が低下し、最終的にはMPを使用できなくなる。魔女を倒すと入手できるグリーフシードで浄化できるが、完全に穢れ切ってしまうと浄化不能になり、ルートによっては魔女化へとストーリーが分岐する。
HP（ヒットポイント）
キャラクターの生命を表す数値。これが無くなると戦闘不能になる。全ての魔法少女が戦闘不能になるとゲームオーバー。
MP（マジックポイント）
キャラクターの魔法力を表す数値。これを消費して魔法を使用する。緑の星マークで表される。
STR（ストレングス）
キャラクターの力の強さを表す数値。これが高いほど格闘攻撃で与えるダメージが増加する。
CON（コンセントレーション）
キャラクターの集中力を表す数値。これが高いほど射撃攻撃で与えるダメージが増加する。
VIT（バイタリティ）
キャラクターの体力を表す数値。これが高いほど受けるダメージが減少する。
DEX（デクスタリティ）
キャラクターの器用さを表す数値。これが高いほど攻撃の命中率が高くなる。
AGI（アギリティ）
キャラクターの素早さを表す数値。これが高いほど敵からの攻撃を回避しやすくなる。
感情値
キャラクターの感情の高ぶりを表す数値。画面右下に表示される。これが高いほど攻撃力が高くなるが、魔法の消費MPも増え、ソウルジェムも穢れやすくなる。感情値補正の倍率がその下に表示され、攻撃力や消費MPに影響する。イベントによる増減の他、複数の敵を同時に倒すことでも変化する。
因果値
その少女の背負った因果＝魔法少女としての素質の大きさを表す数値。魔法少女になった時の最大MPやソウルジェムの穢れにくさに影響する。ゲームをギブアップしたりシナリオをクリアしてニューゲームを開始した場合、レベルやアイテム、習得した魔法などはリセットされるが、因果値は継承される。

### 魔法の習得
魔法少女は最初からいくつかの魔法を習得しているが、新たな魔法を覚えることもできる。「ステータスを見る」から「マジックツリー」を選択すると魔法習得画面になる。魔女結界内で時々拾える「スペルブック」と呼ばれるアイテムを消費することで新たな魔法を習得できる。ただし、習得には特定のパラメータを必要とするものもある。例えば美樹さやかの「シューティングスティンガー」を習得するにはCONが32必要。また、魔法は現在習得している魔法の隣のものしか習得できないため、順番に習得していく必要がある。
なお、本作では剣や弓矢での攻撃なども全て魔法という扱いになっている。魔法には「格闘」、「射撃」、「補助」、「自動」の4タイプが存在する。多くの魔法はコマンド入力直後に発動するが、一部の強力な魔法は「チャージ攻撃」と言って発動までターン経過が必要なものもある。
本作では100種類以上の魔法が登場するが、以下、その一部を紹介する。
エッジ
美樹さやかの初期魔法。剣で目の前の敵に斬りつける格闘タイプの魔法。消費MP0
トッカ
巴マミの初期魔法。黄色い魔法のリボンで敵に攻撃する格闘タイプの魔法。LVを高くすればするほどランダムで攻撃した敵を「バインド」状態にすることができる。消費MP0
マジカルスタッフ
鹿目まどかの初期魔法。杖で敵を殴りつける格闘タイプの魔法。因みにここでいう「スタッフ」の語意は"杖"のこと。消費MP0
マジカルアロー
同じく鹿目まどかの初期魔法。前方一列（4マス）の敵を弓矢でに貫通攻撃する射撃タイプの魔法。消費MP2
パニエロケット
鹿目まどかの魔法。風船の様に膨らんで突撃して攻撃する格闘タイプの魔法。原作のオープニングが元ネタ。消費MP45のチャージ攻撃
ティロ・フィナーレ
巴マミの魔法。巨大なマスケット銃で前方3×5の広範囲に貫通攻撃する射撃タイプの魔法。消費MP100のチャージ攻撃
食うかい?
佐倉杏子の魔法。使用すると食べ物を召喚し、味方全員を回復する補助タイプの魔法（杏子は自身の感情値10ポイント下げる）。リンゴやたい焼など、召喚する食べ物はランダムで変化し、食べ物の種類によって効果が違う。消費MP50
レガーレ
巴マミの魔法。敵一体をリボンで縛り、しばらくの間「バインド」状態にする補助タイプの魔法。
時間停止
暁美ほむらの魔法。しばらくの間、敵の行動を「スキップ」させることができる補助タイプの魔法。ただ1から覚えようとすると習得に難のある魔法の一つだが、本編ではまどかルートの時点でLV25になっていたため使用可能。消費MP89のチャージ魔法
クロックアップ／アレグロ
暁美ほむら、美樹さやかの魔法。しばらくの間、味方全員を1ターン2回行動可能の「倍速」状態にする補助タイプの魔法。
格闘Lv1
美樹さやか、佐倉杏子の魔法。習得すると、敵に与える格闘タイプのダメージが10％上昇する自動タイプの魔法。
格闘Lv2
美樹さやかの魔法。習得すると、敵に与える格闘タイプのダメージが20％上昇する自動タイプの魔法。Lv1と効果が重複する。
盗む
佐倉杏子、暁美ほむらの魔法。習得すると、攻撃した時に敵が持つアイテムを稀に盗めるようになる自動タイプの魔法。
天上の祈り
鹿目まどかの魔法。味方1人のソウルジェムを少し浄化する補助タイプの魔法。

### 属性
キャラクターや攻撃、魔法には属性が設定されている。属性は3すくみの関係になっており、相手の弱点属性で攻撃すると「効果的」となり与えるダメージが大きくなる。逆に不利な属性で攻撃しても「あまり効かなかった」と表示され、与えるダメージが通常より小さくなる。また、相手のチャージ攻撃を弱点属性で攻撃すると、攻撃をキャンセルできる。
斬属性
さやか、委員長の魔女など
さやかの「エッジ」、マミの「トッカ」、杏子の「疾風迅雷」などの攻撃。
衝属性に強く、突属性に弱い。
衝属性
マミ、ほむら、お菓子の魔女など
まどかの「マジカルスタッフ」、マミの「ティーロ」、ほむらの「鈍器」などの攻撃。
突属性に強く、斬属性に弱い。
突属性
まどか、杏子、薔薇園の魔女など
まどかの「マジカルアロー」、マミの「ティロ・フィナーレ」、杏子の「突き」などの攻撃。
斬属性に強く、衝属性に弱い。
無属性
銀の魔女、ハコの魔女など
ほむらの「大口径拳銃」、「分隊支援火器」などの攻撃。
属性の影響を受けず、弱点も得意属性もない。

## ゲームモード
「はじめから」「つづきから」「エクストラ」「データインストール」「コンフィグ」の5つのメニューから選択可能。
はじめから
本作のメインモード。ストーリーに沿ってアドベンチャーパートとダンジョンパートを行き来し、魔女たちと戦って行く。シナリオをクリアするごとに選択できるストーリーが増える。クリア時にはプレイ内容が評価され、感情エネルギーを獲得できる。獲得した感情エネルギーは後述する「ショップ」で使用できる。また、ゲームオーバー時にギブアップすることでも少量ながら感情エネルギーを獲得できる。前述の通り、2回目以降のプレイではレベルはリセットされるが、因果値は継承されるのである程度有利な状態で始めることができる。ゲーム途中でセーブすることで、電源を切っても「つづきから」遊ぶことができる。
つづきから
アドベンチャーパートではセーブしたところから再開。
ダンジョンパートでは中断セーブからの再開となる。中断セーブは再開するとセーブデータが消去されるのでやりなおしがきかない。
謎の魔女結界
本編シナリオをクリアすると選択可能になるエクストラモード。自動生成されるダンジョンパートのみのモードで最奥部に潜む魔女を倒すのが目的。本編の魔女結界とは違い、異なる魔女の手下が登場する。最初から5人の魔法少女を選択可能だが、魔法は本編で覚えたことがある魔法を「ショップ」で解禁した上で、スペルブックで習得する必要がある。クリアすることで感情エネルギーを獲得できる。魔法少女たちのレベル・各ステータス（+強化ポイント）や覚えた魔法はこのモードに限ってクリア後も継承されるが、本編には影響しない。また、拾ったアイテムはダンジョンパート終了or中断ごとにリセットされる。
まどか☆マギカショップ
本編シナリオクリア後に解禁されるエクストラモード。本編および謎の魔女結界で獲得した感情エネルギーでイベントCGやムービー閲覧、魔法、特殊アイテムなどの様々な特典を解禁できる。このモードで魔法を購入しておかないと、謎の魔女結界では魔法が習得できない。また、購入にも感情エネルギーと各自のマジックツリー順序による条件があることも留意しておかなければならない。
まどか☆マギカ図鑑
エクストラモード。本編に登場したキャラクター、魔女、魔法、チュートリアルを図鑑形式で確認できる。ショップで解禁することでイベントCGの閲覧や本編のシナリオの再生もできるようになる。なお、魔法少女の変身バンクシーンは感情エネルギー1000と最も高い。
データインストール
本編のデータの一部をメモリースティックDuoに保存することでロード時間を短縮することができる。メモリースティックデュオの空き容量が100MB以上必要。
コンフィグ
ボイスやBGM、SEの音量やメッセージスピードの変更、データインストールの使用の有無を決定する。

## ストーリー
見滝原中学2年生の鹿目まどかはごく普通の女の子である。彼女はある夜、不思議な夢を見る。空に浮かぶ巨大で邪悪な「何か」によって壊されて行く街。そして、たった一人でその「何か」と戦う黒髪の少女。そして、白い不思議な生き物に「魔法少女になって欲しい」と言われる夢。
その日、学校に行くと暁美ほむらという転校生がまどかのクラスにやってくる。彼女はスポーツ万能で成績も優秀だが、その黒髪の少女に、まどかはどこかで会ったような気がしてならなかった。帰りに友達の誘いでショッピングモールに行ったまどかは不思議な助けを呼ぶ声を聞く。夢に現れた白い不思議な生き物「キュゥべえ」がほむらに苛められていたのだった。
その時、まどかの周囲に不思議な空間が広がる。目がいくつもあるグロテスクな生物に襲われるまどか－。しかし、危ない所を金髪の少女に助けられる。彼女は魔法少女の巴マミであった。
巴マミの説明で、一般人の目に見えないところで魔女とその使い魔が暗躍しており、それを倒す魔法少女がいることを知る。そして、夢と同じようにまどかも魔法少女になるように薦められる。魔法少女になれば一つだけどんな願いも叶えられるが、魔女との戦いでは命を落とす危険もある。
まどかが夢で見た、やがて来る滅びの運命は変えることができるのだろうか？全ては魔法少女たちの手にかかっている。

## 各ルート紹介
まどかルート
タイトル名「夢の中で逢った、ような…」
最初から選択可能なルートで原作（第8話中盤まで）に近いストーリーだが、原作では語られなかったオリジナルの要素も追加されている。
プレイ可能キャラ：巴マミ（初盤のみ）、暁美ほむら（お菓子の魔女戦のみ）、美樹さやか（中盤から）、佐倉杏子（終盤の影の魔女戦のみ）
因果値上げ対象キャラ：鹿目まどか（ただし、クリア前に魔法少女になる為、感情値の精算対象となる）、美樹さやか（初盤のみ）
ナビゲートキャラ：キュウべえ
マミルート
タイトル名「あなたが側にいてくれるなら」
最初のルートをクリアすると選択が可能になるルートでマミが魔法少女になった経緯や、新人だった頃のエピソードが明かされる。ここまでが全時間軸共通であり、数ヶ月前からのストーリーは1周目の時間軸をベースにゲームオリジナルのストーリーとなっている。なお、結末の如何によらず、ほむらは必ずキュゥべえと契約を結び、魔法少女となるが、マミが魔女化している場合は魔法少女の真実を知った上で契約を結んだり、ワルプルギスの夜の襲来前に契約を結ぶなど、原作とは異なるシチュエーションとなる。
プレイ可能キャラ：巴マミ、鹿目まどか
因果値上げ対象キャラ：巴マミ（過去編のみ）、鹿目まどか（過去編のみ）、暁美ほむら（ただし、クリア前に魔法少女になる為、感情値の精算対象となる）
ゲストキャラ：佐倉杏子
魔女化対象キャラ（回避可能）：巴マミ
ナビゲートキャラ：キュウべえ
さやかルート
タイトル名「私が願った、奇跡」
マミルートでマミを魔女化せずにクリアすると選択する事が可能になるルートで、初盤は2周目、魔女化ルートは原作第8話終盤から第9話、エンディングは3周目の時間軸をベースにしているが、中盤から終盤まで（非魔女化ルートを含む）はオリジナルストーリーで展開される。進行次第でさやかは上条恭介とハッピーエンドを迎えたり、あるいは原作以上の悲劇に見舞われた挙句、魔女化してバッドエンドを迎える展開もある。さやかが魔女化する展開は大きく分けて2通り存在するが、そのうちの一方は特定の条件を満たす事でソウルジェムの穢れ具合とは関係無く分岐する。
プレイ可能キャラ：美樹さやか（中盤から）、鹿目まどか、暁美ほむら、巴マミ（初盤のみ）、佐倉杏子
因果値上げ対象キャラ：美樹さやか（初盤のみ）
魔女化対象キャラ（回避可能）：美樹さやか
ナビゲートキャラ：キュウべえ
杏子ルート
タイトル名「残された最後の希望だったんだ」
さやかルートでさやかが魔女化せずにクリアすると選択が可能になるルート。4周目の時間軸をベースに3周目の時間軸で起きたエピソードが入ったオリジナルストーリー。唯一、マミの死後からスタートするルートであり、マミの出番は杏子の過去の回想のみに留まる。全時間軸共通では、杏子が魔法少女になった経緯や家族が心中するまでのエピソードが語られる（一部、ドラマCDの内容を含む）。ストーリーの進行上、アニメ本編で魔女化したことがあるまどかとさやかは必ず魔女化するが、まどかに関しては杏子が魔女化しているか否かで若干、シチュエーションが変化する。
プレイ可能キャラ：佐倉杏子、暁美ほむら（杏子魔女化の場合武旦の魔女戦のみ）
ゲストキャラ：暁美ほむら、美樹さやか
因果値上げ対象キャラ：佐倉杏子（過去編のみ）、鹿目まどか（ただし、クリア前に魔法少女になる為、感情値の精算対象となる）
魔女化対象キャラ（回避可能）：佐倉杏子
魔女化対象キャラ（回避不可）：美樹さやか、鹿目まどか（戦闘無し）
ナビゲートキャラ：キュウべえ
ほむらルート
タイトル名「運命はきっと変えられる」
特定の条件（本ルート以外の4ルートを全てクリア又はマミルートとさやかルートのどちらかで主役が魔女化した状態でクリア）を満たすと選択が可能になるルート。プレイヤーが暁美ほむらとなって、魔法少女に忠告をかける事が出来る。まどかルートが原作の第8話中盤までのストーリーに近い構成になっているのに対し、原作全話に近いストーリーをベースに様々なIF展開を盛り込んでおり、ほむら1人で挑むルート、杏子がほむらと協力して挑むルート、ほむらに協力する魔法少女のうち、マミとさやかのどちらか1人、もしくは2人とも欠けている状態で挑む原作エンディングルート、ほむら・マミ・さやか・杏子の4人で挑むお茶会エンディングルートと4つのエンディングがあるのが特徴。なお、ほむら単独ルート以外では杏子は必ず最終決戦のメンバーに含まれる。また、ほむらの魔女化イベントは特定のタイミングで全滅する事で見られる特殊ゲームオーバーとなっている。
プレイ可能キャラ：暁美ほむら、巴マミ、美樹さやか（中盤から（契約する場合のみ））、佐倉杏子
因果値上げ対象キャラ：鹿目まどか、美樹さやか（未契約の場合は全編を通して、契約する場合は初盤のみ）
魔女化対象キャラ（回避可能）：美樹さやか
魔女化対象キャラ（回避可能・回避失敗時即ゲームオーバー）：暁美ほむら
ナビゲートキャラ：暁美ほむら
ボーナスルート
タイトル名「想いは現実を越える」
ほむらルートを4つのエンディングのうち、1つでもクリアすると選択する事が可能になるルート。ほむらルートに引き続きプレイヤーが暁美ほむらとなって進める事が出来る。アニメにはない完全オリジナルストーリーで魔法少女達の意識改革を決意したほむらの奮闘とほむらに翻弄される魔法少女達の日々がコメディタッチで描かれる。マミがアイドルになったり、さやかと仁美が恭介を巡って決闘したりと、お遊び的な趣向の強いエピソードが多い。5人でワルプルギスの夜に挑む事が出来る唯一のルート。
プレイ可能キャラ：鹿目まどか、暁美ほむら、美樹さやか、巴マミ、佐倉杏子
ナビゲートキャラ：暁美ほむら

## 登場キャラクター

### プレイヤーキャラクター
鹿目まどか（かなめ まどか）
声 - 悠木碧
本作の主人公で、見滝原中学2年生の保健委員の女の子。ピンクの髪をリボンで二つに縛っている。
魔法少女の姿では弓矢を武器としており、「マジカルアロー」などの遠距離攻撃や「浄化の光」などの回復魔法を得意とする。遠距離・広範囲向けの弓矢や近距離向けの杖を用いた魔法を中心に習得できる。広い攻撃範囲に加え、回復魔法に関しては戦闘不能の仲間を復活させる「転生の福音」やグリーフシード以外でソウルジェムを浄化できる唯一の手段である「天上の祈り」のような特殊なものも習得可能であり、攻撃・回復ともに優秀な魔法少女。なお、最強魔法の「シューティングスター」使用時には原作最終話バージョンのまどかのカットインが見られる。
魔法少女にならない、もしくは、なるまでに時間のかかるルートが多いため、5人の魔法少女の中では最も因果値を上げやすい。その反面、魔法少女としてプレイできるルートが3つ（マミルート、さやかルート、ボーナスルート）しかないため、魔法少女として活動できるルート内ですべての技をそろえる必要がある。
なお、TV版本編ルートを基準としている序盤のまどかルートでは魔女化によるルート分岐は設けていない。
暁美ほむら（あけみ ほむら）
声 - 斎藤千和
ほむらルートにおける主人公で、見滝原中に転校してきた女の子。黒髪をヘアバンドで止めている。かつては眼鏡をかけていた。
魔法少女の姿では左手に丸盾を装備している。「時間停止」を始めとする時間操作の魔法に加え、銃火器や爆弾を中心とした三すくみの影響を受けない無属性の攻撃魔法を多く習得できるため、相手の属性を選ばない立ち回りが可能だが、5人の魔法少女の中で唯一、回復魔法を習得できない。また、習得条件は厳しいものの、「マジカルアロー」や「侵食する黒き翼」といった、原作では改変後の世界において使っていた魔法も習得できる。カットインは眼鏡ありとなしの2パターンが存在する。
イベントで因果値を上げられるのはマミルートのみだが、全ルートのほぼ全てのエンディングまで生存し、一部のエンディングを除いてクリア時のレベルが因果値に還元されるため、思いのほか因果値の上がる機会は多い。
巴マミ（ともえ マミ）
声 - 水橋かおり
マミルートにおける主人公で、見滝原中学の3年生女子。金髪のドリルロールの髪をしている。
魔法少女の姿ではリボンおよび、それを変化させた銃を使う。代表的な魔法は巨大な銃を使う「ティロ・フィナーレ」。遠距離・広範囲向けの銃や近距離向けのリボンを用いた魔法を中心に習得でき、他にも回復魔法の「テ・ポメリアーノ」や防御魔法の「絶対領域」、バインド魔法の「レガーレ・ヴァスタアリア」など、多彩な魔法を習得できる。
因果値を上げられるイベントはマミルートにおける1つだけしか存在せず、さらに複数のルートにおいて途中で死亡する展開があるため、ルートクリア時のレベルが因果値に還元される機会も少なく、5人の魔法少女の中では最も因果値を上げにくい。そのため、マミルートを初めてプレイする際は感情値を上げるイベント及び選択肢を極力避けない限り、魔女化する可能性が高い。
美樹さやか（みき さやか）
声 - 喜多村英梨
さやかルートにおける主人公で、まどかの友達。髪は青いショートヘア。
魔法少女の姿では片手剣を武器として使う。近距離向けの剣を用いた魔法を中心に習得でき、回復魔法の「癒しの調べ」や自身に意図的な狂化の状態異常を引き起こす「狂想曲」のような危険な魔法も習得できる。
魔法少女にならない、もしくは、なるまでに時間のかかるルートが多く、まどかに次いで因果値を上げやすい。反面、原作で魔女化している設定を反映してか、感情値が上がりやすく、イベントによるソウルジェムの穢れも発生しやすい傾向にあり、5人の魔法少女の中で唯一、魔女化するルートが複数存在する（回避可能ルートではさやかルートは2つ、ほむらルートは1つ。なお、杏子ルートは必ず魔女化する）。
佐倉杏子（さくら きょうこ）
声 - 野中藍
杏子ルートにおける主人公で、教会に住んでいた少女。赤い髪をポニーテールに纏めている。
魔法少女の姿ではロングスピアを携え、初期状態でも前方2マスに攻撃可能な「突き」を使用する。近・中距離向けの槍を用いた魔法を中心に習得でき、ドラマCDにおいて使っていた幻惑魔法「ロッソファンタズマ」のようなトリッキーな魔法や自爆魔法「浄罪の大炎」のような捨て身の魔法も習得できる。
イベントで因果値を上げられるのは杏子ルートのみだが、イベントが複数存在するため、マミよりは因果値を上げやすい。
原作では4話から登場したが、本作では杏子単体のエピソードとして杏子ルートでプレイする事が可能。
キュゥべえ
声 - 加藤英美里
少女と契約することで、魔法少女になる力を与え、同時に願いを何でも一つだけ叶える謎の生物。被毛の色は白で、眼球は赤い。ネコやイタチに似ている。
戦闘には参加せず、魔法少女のナビゲーターとしての役割を持つ。ほむらルートとボーナスルートを除いたアドベンチャーパートでは「Qボタン」で5人の少女の物語に干渉することができる。

### サブキャラクター
鹿目知久（かなめ ともひさ）
声 - 岩永哲哉
まどかの父親。眼鏡をかけている。鹿目家の主夫で料理の腕も確か。
鹿目洵子（かなめ じゅんこ）
声 - 後藤邑子
まどかの母親。美人でバリバリのキャリアウーマンだが、まどかの良き理解者。
鹿目タツヤ（かなめ タツヤ）
声 - 水橋かおり
まどかの弟。まだ3歳だが家族を思いやる優しい心を持っている。
志筑仁美（しづき ひとみ）
声 - 新谷良子
まどかのクラスメイト。緑がかった眼の色と髪をした少女。今月に入って2通目のラブレターをもらうが、実は心に決めた人がいる。
早乙女和子（さおとめ かずこ）
声 - 岩男潤子
まどかのクラスの担任教師。赤いフレームの眼鏡をかけている。
中沢（なかざわ）
声 - 松岡禎丞
まどかのクラスの男子生徒。
上条恭介（かみじょう きょうすけ）
声 - 吉田聖子
バイオリンの奏者として将来を嘱望された天才少年だったが事故で入院している。さやかの幼馴染で、さやかルートの進行次第では彼女とハッピーエンドを迎える事が出来る。

### 魔女
アニメ本編に登場した魔女の詳細は魔法少女まどか☆マギカのキャラクター一覧の項を参照。
薔薇園の魔女 / ゲルトルート（Gertrud）
頭部に薔薇を宿し、蝶の羽を持つ魔女。性質は「不信」。
薔薇園の魔女の手下
「造園」の役割を持つ使い魔。
薔薇園の魔女の手下
「警戒」の役割を持つ使い魔。アニメ本編同様、小型の個体と人間大の個体が登場する。
お菓子の魔女 / シャルロッテ（Charlotte）
劇場版に登場する百江なぎさが魔女化した存在でキャンディのような可愛らしい容姿の魔女。性質は「執着」。倒しても巨大な芋虫のような姿に変化して復活する。全てのルートでは一度目に倒された後、マミを襲うのがお約束となっているが、マミルートでは魔法少女になったまどかに阻まれ失敗、ほむらルートでは進行次第によっては、ほむらに阻まれてしまう事がある。杏子ルートではすでにマミが死亡している為、登場しない。
お菓子の魔女の手下
「チーズ探し」の役割を持つ使い魔。本作では通常の個体に加え、看護師風の個体と帽子を被っていない個体が敵キャラとして登場する。
ハコの魔女
ディスプレイのような外見の魔女。性質は「憧憬」。
ハコの魔女の手下
「運搬」の役割を持つ使い魔。本作では通常の個体に加え、頭部がディスプレイの個体が敵キャラとして登場する。
影の魔女
全身が黒ずくめな体をしている魔女。性質は「独善」。本作では髪が短くなっている。
影の魔女の手下
「妄信」の役割を持つ使い魔。本作では腕の形をした「サハスラブジャ」という個体が敵キャラとして登場する。
銀の魔女
金属のような外見の魔女。性質は「自由」。体の錆を落とすことで攻撃力が上昇する。マミルートでは突然行方不明となった子供・コウをマミの目の前で取り込み彼女のトラウマを作る原因を作っている。
銀の魔女の手下
「主張」の役割を持つ使い魔。
芸術家の魔女
凱旋門のような形をしている魔女。性質は「虚栄」。マミルートでは原作同様ほむらを、さやかルートでは恭介と仁美を襲うが、駆けつけてきた魔法少女達（マミルートではマミとまどか、さやかルートではさやかと杏子）に阻止される。
芸術家の魔女の手下
「作品」の役割を持つ使い魔。本作ではアニメ本編に登場したゾンビらしき「代表作」に加え、ムンクのような姿をした「意欲作」が登場する。
委員長の魔女
黒いセーラー服を着た6本の手足を持つ女学生のような魔女。性質は「傍観」。アニメ本編での対決シーンをマミルート、さやかルートに分割してアニメ本編では語られなかったオリジナル部分を加え補完されている。
委員長の魔女の手下
「クラスメイト」の役割を持つ使い魔。下半身のみの姿に見合わぬ強烈な蹴り技を披露。
委員長の魔女の手下
「ティーチャー」の役割を持つゲームオリジナルの使い魔。女教師のような姿をしており、遠距離から眼鏡を投げて攻撃する。
落書きの魔女
金髪で真黒な目をした人間に近い姿の魔女。性質は「無知」。アニメ本編には登場しなかったが、PSP版が初登場となる。
落書きの魔女の手下
「童心」の役割を持つ使い魔。胴体を飛行機、船、車の3タイプに変化する事が可能。
救済の魔女
鹿目まどかが魔女化した存在。性質は「慈悲」。杏子ルートの終盤に登場。主要魔法少女5人が魔女化した存在で唯一自分が主役のルートではなく、他人が主役のルートに登場した魔女である。また、5体の中で一番大きい魔女でもある。
人魚の魔女 / オクタヴィア（Oktavia）
美樹さやかが魔女化した存在。性質は「恋慕」。主要魔法少女5人が魔女化した存在で、自分が主役のルートの他に唯一、他人が主役のルートにも登場した魔女である。謎の魔女結界では、魔女化する前のさやかとの対決が実現できる。
人魚の魔女の手下
「演奏」の役割を持つ使い魔。ピアノ奏者の姿をしている。
人魚の魔女の手下
「バックダンサー」の役割を持つ使い魔。
舞台装置の魔女（Walpurgisnacht）
「ワルプルギスの夜」と呼ばれる最強の魔女。性質は「無力」。他の魔女とは比較にならない圧倒的な力を持つ。舞台装置の魔女の放つ固有のチャージ魔法「火炎放射」は、魔法少女たちの大苦戦は少なくとも避けられない。
舞台装置の魔女の手下 / 影魔法少女
「道化役者」の役割を持つ使い魔。本作では劇団シモテ、カミテ、ソデの3種類が登場し、忘却の魔女戦では、忘却の魔女の手下として登場。
舞台装置の魔女の手下
ピンク色の犬をしたゲームオリジナルの使い魔。通称アオハナ。
舞台装置の魔女の手下
赤の黒を基調とする照る照る坊主の姿をしたゲームオリジナルの使い魔。通称アカハナ。

#### ゲームオリジナルの魔女
此岸の魔女
暁美ほむらが魔女化した存在。一般的にイメージされる魔女らしい姿をしている。巨大な砂時計と背景に紫色のダイヤを散りばめたような結界に住む。ほむらルートでワルプルギスの夜に敗北すると魔女化するが、ゲームオーバー前にイラストが表示されるだけであって、魔女図鑑には載らない。その姿は特典ディスクに収録されているイラストギャラリーにて確認が可能。
劇場版第3作『叛逆の物語』では真名は此岸の魔女のものだが通称が「くるみ割りの魔女」に変わる。性質は「自己完結」。頭部が彼岸花で魔法少女時の衣服の下が骨、スカート部がレコードになっているなど姿形を変えて登場した。その際、ポータブルに登場しなかった此岸の魔女の手下が初登場を果たした。
この魔女が登場すると、下部に「GAME OVER」の魔女文字が表示され、即座にゲームオーバーとなる。
此岸の魔女の手下
本作未登場だが、劇場版『叛逆の物語』では「くるみ割りの魔女の手下」として初登場。
おめかしの魔女 / キャンデロロ（Candeloro）
巴マミが魔女化した存在。性質は「ご招待」。グリーンのワンピースと鍔の広い黄色い帽子に身を包み、黄色いツインテール風の手を持つのが特徴で、森林をバックに巨大なティーソーサーやティーカップがあるお茶会会場風の結界に住む。魔女単体での大きさは、主要魔法少女5人が魔女化した存在の中では一番小さく、コーヒーカップに収まるほどである。謎の魔女結界では、魔女化する前のマミとの対決がある。
名前は本作の予約特典についてきた特製カスタムテーマにて明らかになった。人魚の魔女の真名がファーストネームだけ公式で発表されているのを除けば、主要魔法少女が魔女化した存在の中でフルネームが判明している唯一の魔女である（劇場版『叛逆の物語』からはお菓子の魔女に次いで2体目となる。）。
おめかしの魔女の手下
「案内」の役割を持つ使い魔。弓を装備したメイド風の姿（ももいろさん）と赤くてポニーテール状の帽子を被ったメイド風の姿（あかいろさん）をしている。
武旦（ウーダン）の魔女
佐倉杏子が魔女化した存在。性質は「自棄」。頭に炎を灯した姿をしており、馬に乗っている。水槽の内部を思わせるような結界に住む。主要魔法少女5人が魔女化した存在の中で、戦闘能力は救済の魔女に次いで2番手（魔女全体としては救済の魔女、忘却の魔女、舞台装置の魔女に次いで4番手）。PSP版の発売に先駆け、『マミのドキドキ ティロ・フィナーレ』の第2弾に初登場した。謎の魔女結界では、魔女化する前の杏子との対決がある。
武旦の魔女の手下
「行進」の役割を持つ使い魔。中国の女官のような姿をしている。首から上をキリンや龍のように変形したり、炎を吐いたり、仲間が加勢したりするなど、歴代の魔女の手下の中で最強の強さを持つ。
針の魔女
キュゥべえの頭部の被り物と黒い着ぐるみを着用している魔女。本来の姿は針と縫った布で構成された人型。性質は「敬愛」。青空の元に草原が広がっている結界に住む。
針の魔女の手下
「愛嬌」の役割を持つキュゥべえの姿をしたぬいぐるみの使い魔。
忘却の魔女
中に触手が生えた脳味噌が入ったクラゲのような姿をした魔女。性質は「復讐」。使い魔はワルプルギスの夜のものと同様。住む結界は針の魔女と同様のものだが、フィルムのようなものが浮かんでいる。説明文では、地球外から来訪した存在であることが示唆されている。

## 音楽
オープニングテーマ「コネクト」
作詞・作曲 - 渡辺翔、編曲 - 湯浅篤 歌 - ClariS
エンディングテーマ「Magia」
作詞・作曲・編曲 - 梶浦由記 歌 - Kalafina

## 関連商品
魔法少女まどか☆マギカ ポータブル ザ・コンプリードガイド
アスキー・メディアワークスより発売の本作の攻略本。2012年4月20日発売。